# Pirej
Pirej (grčki: Πειραιάς) je grad u grčkoj Periferiji Atika, danas povezan s Atenom, koja je svega deset kilometara od centra grada.
Pirej je treći grad po veličini u Grčkoj sa 175 697 stanovnika (popis iz 2001. god.) u užem gradskom središtu. U širem gradskom području, u Pireju i njegovim prigradskim naseljima živi 466 065 (popis iz 2001. god.) 
Grad je administrativno sjedište Prefekture Pirej. Nalazi se u Saronskom zaljevu, njegova luka je najveća europska putnička luka.
Pirej ima dugu povijest, još iz antičkih vremena, grad se razvio u V. st. pr. Kr. kada je postao glavna luka Atene. Od IV. st. pr. Kr. počela je stagnacija Pireja, koja je trajala sve do XIX. st. kada se grad ponovno počeo razvijati.

## Povijest

### Grad za antičkih vremena
Pirej je bio naseljen već od 2600. god. pr. Krista. Ime naselja Pirej znači mjesto preko prolaza. U stara antička vremena Pirej je bio kameni otok (to je danas na mjestu arheološkog nalazišta Munikia - današnji dio grada Kastela) povezan s kopnom uskom i niskom prevlakom. Na tom dijelu kopno je bilo je potopljeno morskom vodom veći dio godine, i taj teren bio je solana. Zbog toga je taj dio ozemlja antičkog Pireja zvan  Halipedon (polje soli) i njegovo blatno tlo činilo je prevlaku do otoka nesigurnom. Kad su poplave prestale, prevlaka je postala sigurnija, tako je već u VI stoljeću prije Krista poluotok prvi put utvrđen od strane Hipiasa i Pirej je preuzeo ulogu glavne Atenske luke, jer je tu luka bila duboka, a starija i puno plića atenska luka prestala se upotrebljavati.
U staroj Grčkoj, Pirej je bio dio teme Atika (od vremena Klestenesa), te zaseban grad, iako je bio blisko povezan s Atenom., iako su usko povezani. Temistoklo je prvi uočio prednosti Pireja, i savjetovao Atenjanima da iskoriste Pirej kao luku, zbog njezina strateških pogodnosti, umjesto korištenja luke u pješčanoj uvali Faleron. Dobro predviđajući novi napad Perzijanaca (nakon Bitke kod Maratona), on je organizirao velike radove na utvrđivanju Pireja i izgradnji vojne luke 493. god. prije Krista. U Pireju su podignuta brodogradilišta u kojima je izgrađena moćna Atenska flota, koja se pokazala od presudne važnosti za Bitke kod Salamine, 480.god. pr. Kr.  Od tog vremena, Pirej je bio bazna luka Atenske mornarice.
Nakon toga su dugim obrambenim zidom povezani Pirej i Atena (radovi su završeni za Cimona 460. god. pr. Kr.)
Nakon toga Pirej je procvjetao i postao luka visoke sigurnosti, što je pogodovalo i trgovini i razvoju grada. Antički grad Pirej je izgrađen po planu arhitekta Hipodamusa iz Mileta s čuvenom pravokutnom osnovom, vjerojatno u doba Perikla. Gradska Agora Pireja nazvana je po Hipodamus iz Mileta, da mu se i time oda priznanje.
I za vrijeme Peloponeskih ratova, Pirej je bio glavna Atenska luka, ali je zato poslije toga trpio nakon poraza.
Nakon poraza Atene, Spartanci su okupirali Pirej i dali porušiti zidine i uništili zgrade brodogradilišta i flotu. Nakon toga Pirej kao luka nije bio konkurentan luci Rodos, koja je preuzela kontrolu nad trgovinom u Egejskom moru.
Nakon ponovne uspostave Atenske demokracije, Konon je obnovio gradske zidine 393. god. pr. Kr., i dao sagraditi hramove Afrodite Euploie, Zeusa i Atene, i sagradio slavni hram Skevotiki, čije su ostatci otkriveni na lokalitetu Zea. 
Malu renesansu grad je doživio u vrijeme Aleksandra Velikog, ali to nije dugo trajalo. Grad je zauzeo i potpuno uništio  rimski vojskovođa  Lucija Kornelija Sule,  86. god. pr. Kr.  Razaranje grada dovršeno je 395. godine od Gota pod Alarikom I. Nakon toga se Pirej nije oporavio punih petnaest stoljeća.
Za vrijeme vladavine Bizanta Pirejska luka je povremeno korištena za ratno brodovlje, ali vrlo rijetko jer je bila vrlo daleko od  Konstantinopolisa. Grad je potpuno izgubio na značaju, tako da mu je i ime zaboravljeno, već je nazvan Porto Leone (Lavlja luka) 1318. god., pa potom Porto Draco od strane Franci, nazvan je tako po mramornom kipu lava, koji je stajao na mjestu gdje je kasnije podignuta stara gradska vijećnica.

### Grad za otomanske vladavine
Od 1456. god, Pirej se zove po turskom imenu  Aslan Liman (Lavlja luka). Mramorni kip lava, simbol luke, odnešen ( otuđen) je iz Pireja 1688.  god. za vrijeme napada Francesca Morosinija na Atenu, u venecijanski arsenal gdje se nalazi i danas. U arheološkom muzeju grada izložena je njegova kopija. Za vrijeme Otomanskog Carstva Pirej je bio vrlo malo naselje, u kojem je od većih objekata bio samo manastir Sv. Spiridon (1590.) i zgrade carine. Atenjani koji su bili u većini vlasnici zemlje, nisu živjeli na području Pireja. Bilo je pokušaja da se osnuje novo naselje, prvi je bio 1792.  kada je doseljeno stanovništvo s otoka Hidra, a drugi je bio za Grčkog rata za nezavisnost 1825., kada je tu naseljeno stanovništvo s otoka Psare. Ali rast naselja počeo je tek od 1829., do tada je to bilo malo ribarsko naselje, daleko od svoje sjajne prošlosti

### Pirej u novoj Grčkoj državi
Po oslobođenju Grčke i odabiru Atene kao glavnog grada 1832., počeo je ponovni uspon grada Pireja kao luke, trgovačkog i industrijskog centra nove države. 1835.  Pirej je dobio status grada. 1869. izgrađena je željeznička pruga do Atene, a lučki promet je osobito porastao nakon izgradnje Korintskog kanala 1893. god. Pri kraju XIX st. Pirej je imao 51 020 stanovnika.
Osnivanje Lučke uprave 1911. god. pozitivno se odrazilo na porast prometa u luci, i daljni rast grada. Izgrađene su brojne gradske ustanove, pa tako i Gradsko kazalište i Burza. 
Pirej je doživio demografsku eksploziju nakon Grčko-turskog rata 1919. – 1922., nakon kojeg su se doselile brojne grčke izbjeglice iz Male Azije, tako da je grad 1928. god. imao 251 659, dok je 1920. god imao svega 133 482. To je izazvalo brojne socijalne posljedice, tako da su u gradu nastale sirotinjske četvrti; Nikaia, Keratsini, Drapetsona, Koridalos. Za drugog svjetskog rata luka Pirej je doživjela značajna razaranja, nakon 1955. oštećenja su sanirana i Pirej se od tada ubrzano razvija.

## Stanovništvo
Pirej je treći grčki grad sa 175,697 stanovnika u užem gradskom središtu (popis iz 2001). Metropolitanski grad Pirej, je zapravo spojen s gradom Atenom (udaljen je svega 9 km), i ima 466 065 stanovnika (popis iz 2001. god). 
| Godina | Stanovništvo uže gradske jezgre | Stanovništvo šire gradske jezgre |
| ------ | ------------------------------- | -------------------------------- |
| 1951   | 186,088                         |                                  |
| 1961   | 183,957                         |                                  |
| 1971   | 187,458                         | 439,138                          |
| 1981   | 196,389                         | 476,304                          |
| 1991   | 182,671                         | 456,865                          |
| 2001   | 175,697                         | 466,065                          |

## Kultura

### Arheološki nalazi
Još i danas postoje dobro očuvani dijelovi zidina iz temistoklovih vremena, uz koje su danas smještene gradske šetnice. Dobro su i očuvana vrata na tim zidinama - Eetioneia. Lokalitet iz gradske luke - Pasalimani otkriva antički arsenal koje je podigao arhitekt Filon.

### Šport
Pirej je grad poznatog nogometnog kluba Olympiacos F.C., najtrofejnije grčke momčadi.
Drugi značajni gradski klub je Ethnikos Pirej, s dugom tradicijom atletike i isto tako poznatim nogometnim klubom.
U gradu djeluje i poznati košarkaški klub  Olympiacos B.C. Pirej ima i dva značajna vaterpolo kluba;  Ethnikos i Olympiacos koji dominiraju u nacionalnom prvenstvu.
Pirej ima značajne sportske objekte, stadion Karaiskakis, koji je izgrađen  1885. god. (obnovljen je 1964. i 2004.), drugi je po veličini u Grčkoj s kapacitetom od 33 334 gledaoca. Na tom stadionu igrane su mnoge značajne međunarodne utakmice i susreti olimpijskih igara.
Stadion mira i prijateljstva, izgrađen 1985. nasuprot stadionu - Karaiskakis je drugo po veličini zatvoreno sportsko borilište u grčkoj.

### Luka Pirej
Danas je Pirej jedna od najvećih luka Europe, s preko 19 milijuna putnika, po tom kriteriju ( putnički transport) je treća luka na svijetu. Kao teretna luka je na 47 luka na svijetu ( najveća na istočnom Mediteranu). Iz Pirejske centralne luke plove trajekti za većinu grčkih otoka, zapadna luka je rezervirana za teretni promet. U Pireju se održava bijenalni sajam brodarske industrije - Posidonia.

## Gradovi prijatelji
- Marseille, Francuska
- Worcester, Massachusetts, SAD
- Ostrava, Češka
- Sankt-Peterburg, Rusija
- Baltimore, Maryland, SAD
- Galaţi, Rumunjska
- Varna, Bugarska
- Shanghai, Kina

## Sveučilišta i znanstveni Instituti
- Sveučilište Pirej
- Tehnološki obrazovni Institut Pirej

## Vanjske poveznice
- Općina Pirej  Arhivirana inačica izvorne stranice od 29. listopada 2007. (Wayback Machine) (grč.)
- Luka Pirej (grč.) (engl.)
- Pirej  Arhivirana inačica izvorne stranice od 22. siječnja 2009. (Wayback Machine) (grč.) (engl.)
- Prefektura Pirej  Arhivirana inačica izvorne stranice od 23. kolovoza 2008. (Wayback Machine) (grč.) (engl.)
- kip lava iz Pireja[neaktivna poveznica] (engl.)
- Pirej.gr (engl.)